# Pectocythere broomensis
Pectocythere broomensis is een mosselkreeftjessoort uit de familie van de Pectocytheridae. De wetenschappelijke naam van de soort is voor het eerst geldig gepubliceerd in 1978 door Hartmann.